# Powiat słonimski (I Rzeczpospolita)

Powiat słonimski na tle Wielkiego Księstwa Litewskiego I Rzeczypospolitej

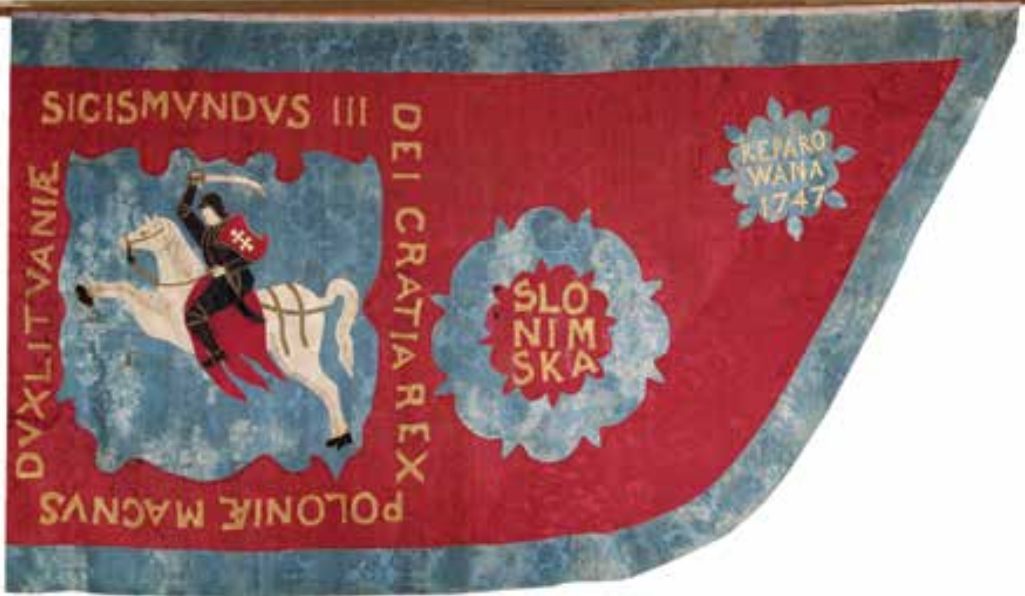
Chorągiew pospolitego ruszenia powiatu słonimskiego

Powiat słonimski – jednostka terytorialna województwa nowogródzkiego Wielkiego Księstwa Litewskiego i Rzeczypospolitej Obojga Narodów ze stolicą w Słonimiu. Powstał w wyniku reformy lat 1565–1566.
W obrębie powiatu słonimkskiego istniały starostwa: sokołowskie i zdzitowskie oraz inne królewszczyzny. 